# Mycoporum acervatum
Mycoporum acervatum är en lavart som beskrevs av R. C. Harris. Mycoporum acervatum ingår i släktet Mycoporum och familjen Mycoporaceae.   Inga underarter finns listade i Catalogue of Life.